# خورخي لورنزو
خورخي لورنزو (بالإسبانية: Jorge Lorenzo)‏ مواليد 4 مايو 1987 في ميورقة، إسبانيا، هو متسابق دراجات نارية إسباني فاز ببطولة العالم للموتو جي بي. نافس في سباقات بطولة العالم لفئة 250 سي سي ولفئة 125 سي سي ولفئة 50 سي سي.

## البطولات
- بطولة العالم للموتو جي بي 2010
- بطولة العالم للموتو جي بي 2012
- بطولة العالم لفئة 250 سي سي 2006
- بطولة العالم لفئة 250 سي سي 2007
- بطولة العالم للموتو جي بي 2015 [3]

## وصلات خارجية
- خورخي لورنزو على موقع DriverDB.com (الإنجليزية)
- خورخي لورنزو على موقع eWRC-results.com (الإنجليزية)
- خورخي لورنزو على موقع MotoGP.com (الإنجليزية)
- خورخي لورنزو على موقع AS.com (الإسبانية)

- الموقع الإلكتروني

## معرض الصور

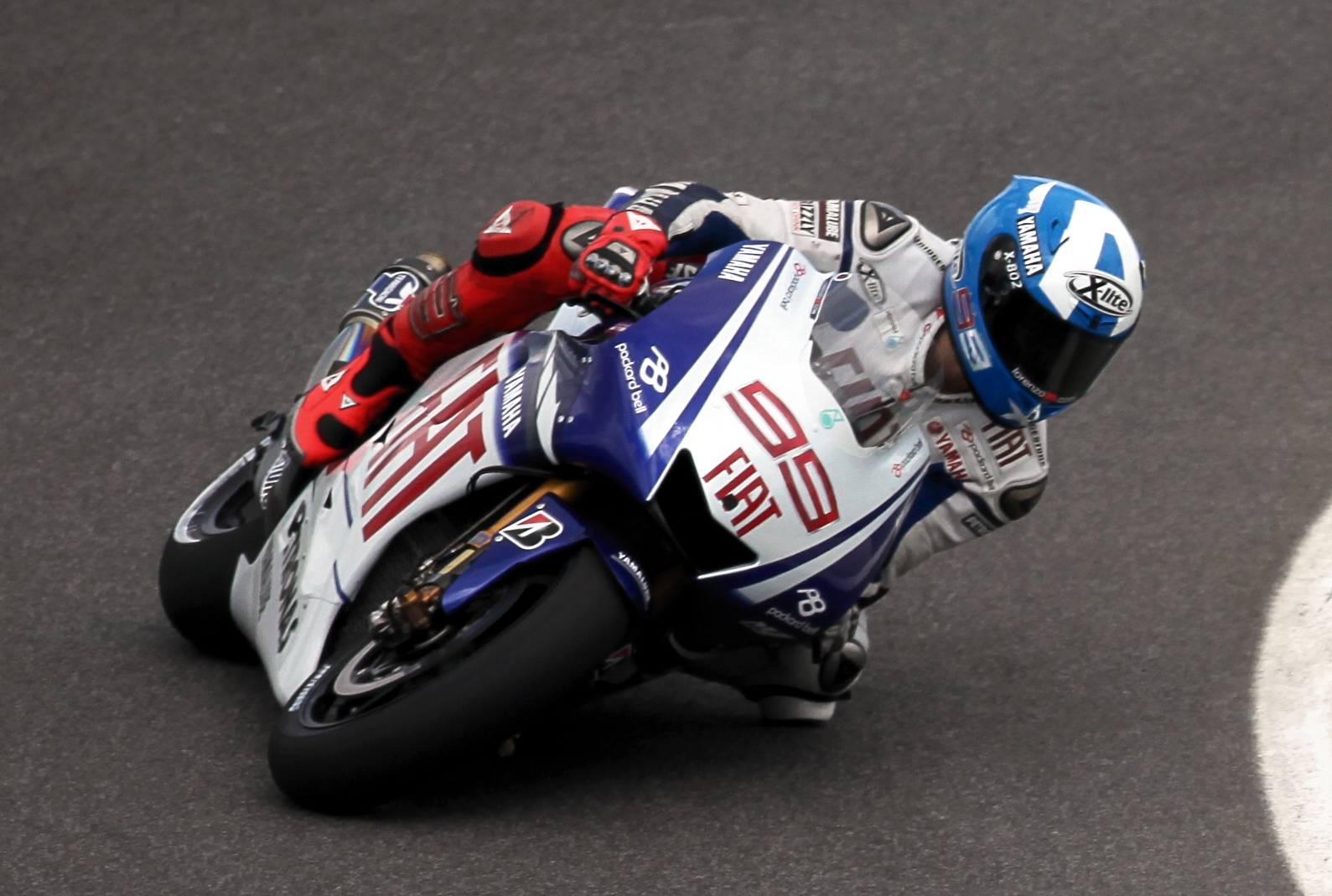
لورنزو في جائزة إنديانابوليس الكبرى للدراجات النارية 2008.
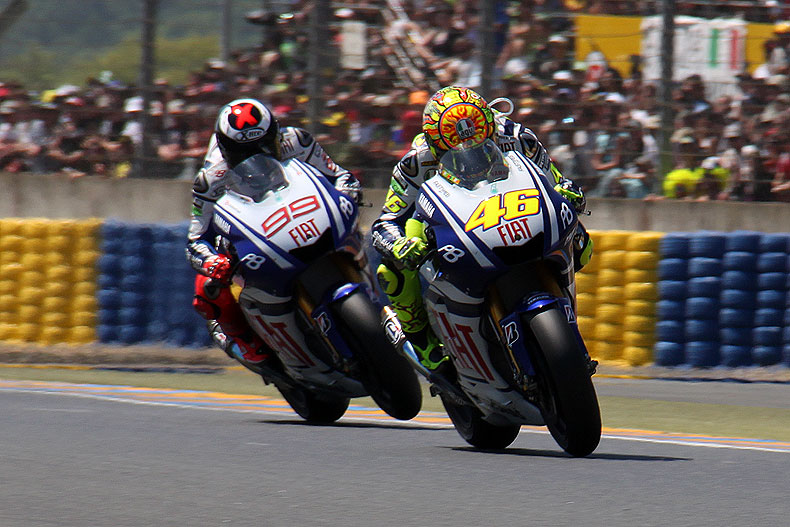
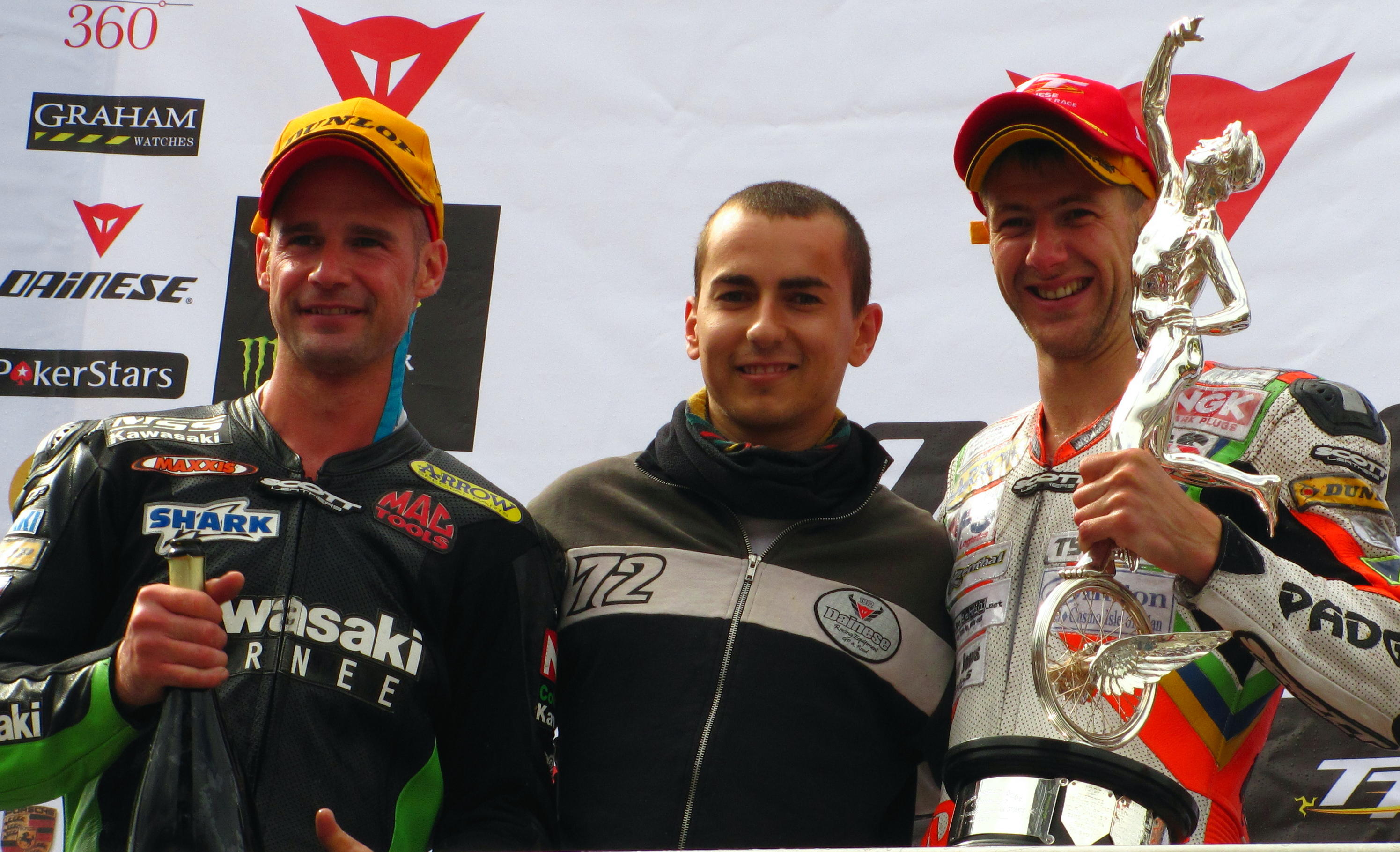